# آلن آربس
آلن آربس (انگلیسی: Allan Arbus؛ ۱۵ فوریهٔ ۱۹۱۸ – ۱۹ آوریل ۲۰۱۳) هنرپیشه و عکاس اهل ایالات متحده آمریکا بود. وی بین سال‌های ۱۹۶۱ تا ۲۰۰۰ میلادی فعالیت می‌کرد.
از فیلم‌ها یا برنامه‌های تلویزیونی که وی در آن نقش داشته است می‌توان به دنیای دن کامیلو، داوطلبان، طالع نحس ۲، سریال نظم و قانون اشاره کرد.